# Marienburg (Bergheim)

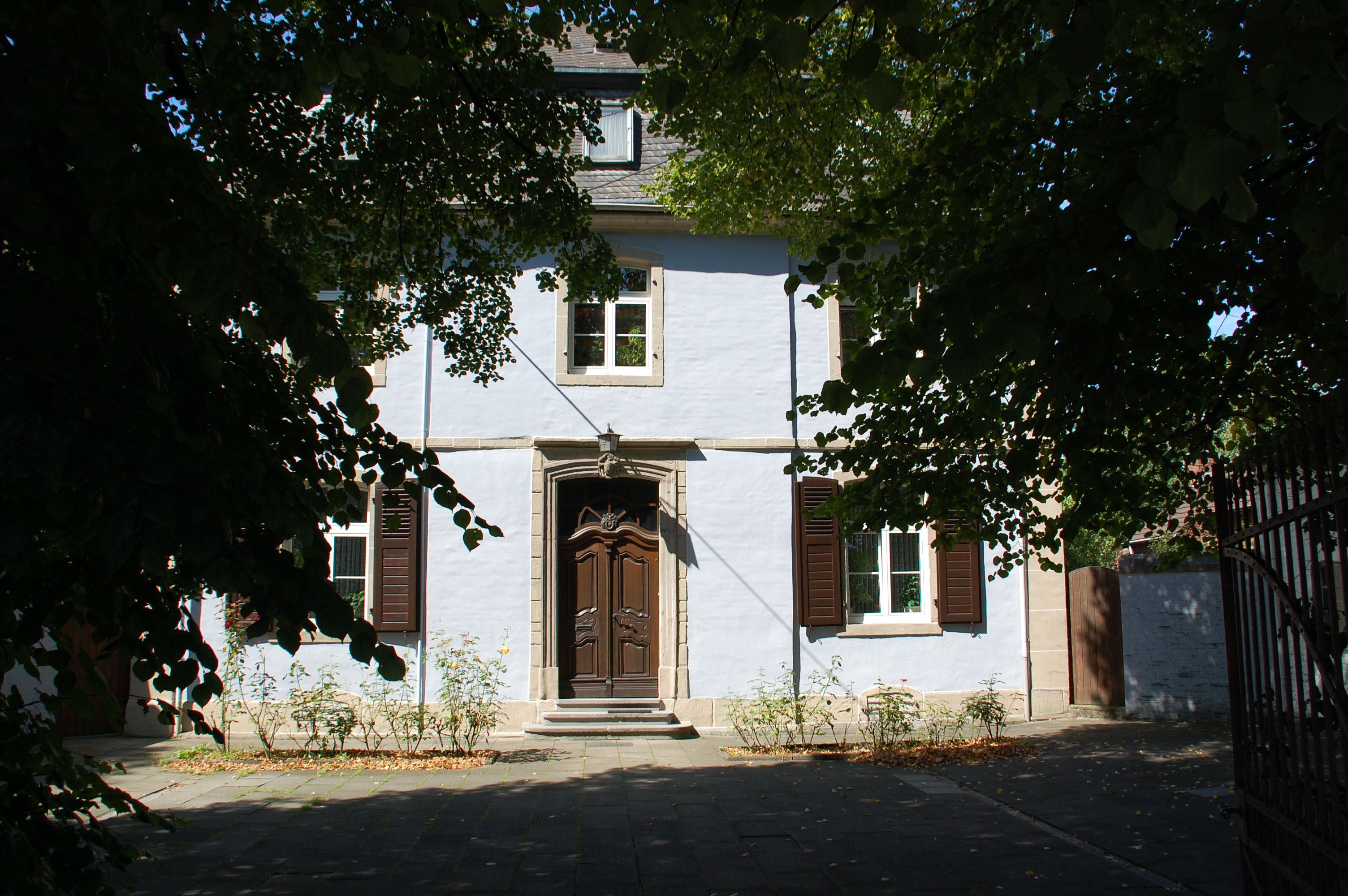
Quadrath-Ichendorf Sandstraße 80

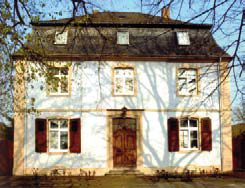
Das Wohnhaus "Marienburg" in Quadrath-Ichendorf.

Das Marienburg genannte Wohnhaus in der Sandstraße im Stadtteil Quadrath-Ichendorf in der Kreisstadt Bergheim ist ein denkmalgeschütztes Bauwerk.

## Geschichte
Benannt wurde die Marienburg nach Maria Magdalena, die nach dem Tode ihres Mannes, Franz Beissel von Gymnich, seit 1837 dort lebte. Die Marienburg ist 1783 erbaut worden.
Das Anwesen wurde als Rentei des Schlosses Frens und als Gerichtsgebäude der Unterherrschaften Ichendorf, Kenten und Quadrath errichtet. Franz Beissel von Gymnich schenkte das Haus 1797 dem Quadrather Schultheißen Johann Theodor Correns, Amtmann und Sekretär des Schlosses Frens.
1834 wurde es jedoch wieder von den Beissel von Gymnich zurückgekauft. 
1965 ging die Marienburg in den Besitz der Rheinbraun AG über. Heute ist sie in Privatbesitz.

## Architektur
Die Marienburg bildet eine kleine repräsentative Hufeisenanlage mit einem zur Straße geöffneten so genannten „Ehrenhof“. Das Wohnhaus ist ein zweistöckiger verputzter Backsteinbau mit einem schiefergedeckten Mansarddach. Die Fenster und Türen besitzen Laibungen aus Andesit.
Die Inschrift „Extruebat habitaculum iudicii“ (frei übersetzt: als Gerichtsgebäude erbaut) verweist auf die Funktion des Gebäudes.

## Denkmal
Die Marienburg ist mit der Denkmalnummer 145 als Denkmal in die Liste der Baudenkmäler in Quadrath-Ichendorf eingetragen. Die Beschreibung lautet wie folgt:

2-geschossiges, verputztes Wohnhaus mit Mansarddach, abgesetztem Sockel und einem niederen, satteldachgedeckten Treppenhausanbau in der Mitte der rückwärtigen Langseite; Fenster stichbogig, Werksteingewände, teilweise gefalzt, betonte Keilsteine; Gebäudeecken durch verkröpfte Lisenen betont, Hauptfassade mit flachem Mittelrisalit, in diesem der stichbogige Eingang mit Oberlicht, originalen Türblatt und profiliertem Sandsteingewände, Wappenkartusche im Keilstein; das Wohnhaus liegt aus der Fluchtlinie weit zurück und wird beidseitig von 1-geschossigen Backsteingebäuden flankiert, die den so entstandenen Hof einrahmen; zur Straße Einfriedung aus dem Ende des 19. Jh., mit Backsteinpfeilern und einem dazwischen liegenden Gitter, zugehörig ein großer Garten.